# حسون أصغر
الحسُّون الأصغر أو الحسُّون قاتم الظهر هو طائرٌ غرّيد فائق الصغر يستوطن الأمريكيتان، يُشكّلُ مع قريبيه الحسُّون الأمريكيّ وحسُّون لورنس فرعًا حيويًا هو الحَساسين الأمريكيَّة، ضمن جنس الحسُّونيات (Carduelis).
يُمكنُ تمييز الحَساسين الصغرى الأمريكيَّة الشماليَّة عن أقاربها الجنوبيَّة عبر كِسوة الذكور، فهذه الأخيرة تمتلك جبهةً سوداء (وفي أحيانٍ قليلة خضراء) في موطنها الشماليّ، بينما تمتلك الذكور الجنوبيَّة جبهةً حمراء أو صفراء، كما الحَساسين الأوراسيَّة وأقرباؤها.
الذكور الأمريكيَّة الشماليَّة متعددة الأنماط الخارجيَّة، وقد حدد العلماء 5 سُلالات منها؛ يُعتقد أن اثنين منها على الأقل تُشكّلُ مرحلةً أقل تقدمًا من المنظار النشوئي التطوّري.
تُعتبرُ الحَساسين الصغرى طيورًا غير معددة بالانقراض وفقًا للاتحاد العالمي للحفاظ على الطبيعة (IUCN)، ويعود ذلك لانتشارها عبر موطنٍ واسع الأطراف، غير أنه يظهر أن بعض جمهراتها المحليَّة في تراجع، ومِثال ذلك الجمهرات قاطنة سفوح جبال الأنديز في الإكوادور.

## الوصف

### القدّ

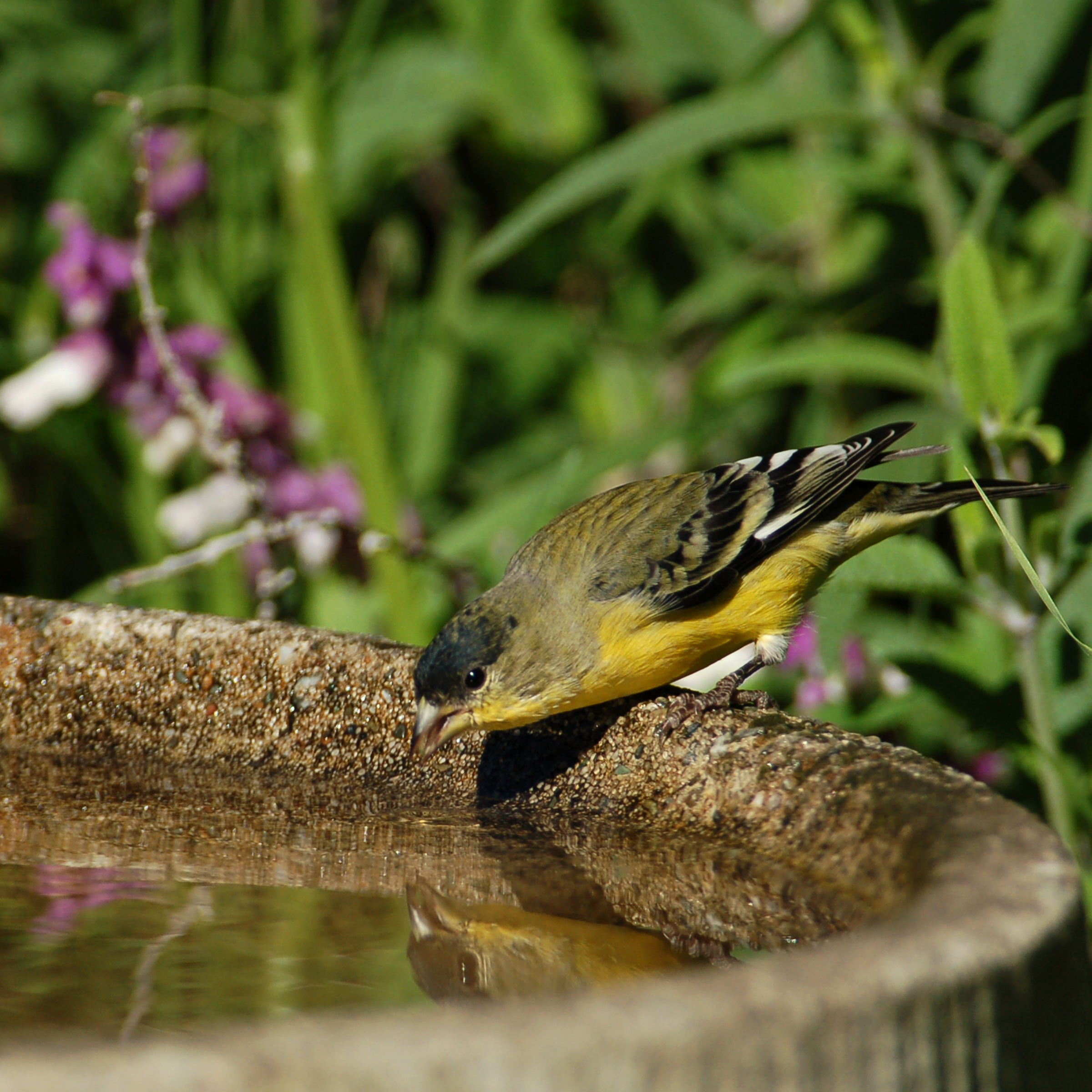
ذكرٌ متوسط القد، معتدل الأنماط، لاحظ ظهره المُرقَّش وقلنسوَّته اللاقاتمة.

يتراوح طول الحسُّون الأصغر بين 4 و4.5 إنشات (بين 10 و11 سنتيمتر)، وتصل زنته إلى حوالي 0.3 أونصات (9.5 غرامات)، فهو بهذا أصغر حَساسين أمريكا الشمالية. يختلف حجم هذه الحساسين باختلاف موطنها من الشمال الغربي والجنوب الشرقي، فأضخمها يقطن المكسيك وجنوبها، ويفوق أصغر الجمهرات قاطنة أقصى الشمال الغربي من موطنها بحوالي الخُمس؛ ومن الجدير بالذكر أن هذا الفارق في الحجم يظهر جليًا عند الإناث أكثر من الذكور. كذلك هناك اختلافٌ واضح في كميَّة السواد على رأس الذكور وظهورها، وبناءً على هذا يقترح بعض العلماء وجود ثلاث سُلالات مُميزة، غير أن البعض الآخر يقول أنَّ هذه الاختلافات في تواتر الأليل ضئيلة للغاية، وبالتالي فإنَّ هذه «السلالات» يُفضَّل اعتبارها أنماطٌ مختلفة، أو جمهرات محليَّة.

### الكِسوة

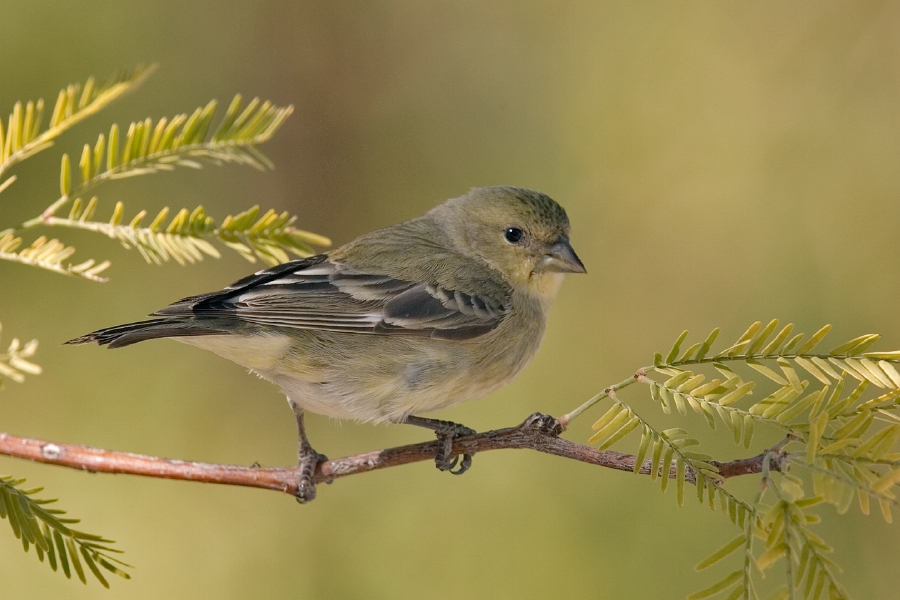
أنثى.

يُمكن تمييز الذكور بسهولةٍ فائقة عبر القسم السفليّ من جسدها الأصفر اللون، والبقع البيضاء الكبيرة على ذيولها وأجنحتها، أسفل ريشات الطيران الأساسيَّة. يتراوح لون قفا الظهر العلويّ من الأسود القاتم إلى الأخضر المتوسط، ويمتد ليُغطي كامل الرأس العلويّ بما فيه كواسي الأذن. تختلف درجة قتامة كلٌ من الظهر وتاج الرأس والمنطقة المحيطة بالأذنين بشكلٍ مُستقل لا تدريجيّ، على أنَّه يمكن القول أن الأذنان ليستا بنفس مِقدار القتامة كما باقي الرأس. تسود الحَساسين ذات الأنماط الداكنة في أغلب أنحاء موطن هذا النوع، ويُطلق عليها مُصطلح psaltria من الناحية العلميَّة، أمّا الطيور الباهتة فيُطلق عليها hesperophilus، وهي مألوفةٌ في أقاصي غرب الولايات المتحدة وشمال غربيّ المكسيك.
تمتلك الإناث والفراخ اليافعة قسمًا علويًا زيتونيّ أو أخضر ضارب إلى الرمادي، أما قسمها السفلي فمصفرّ، وضارب إلى البرتقالي عند اليافعة. كذلك تمتلك شريطًا أبيض ضيّق على الجناحين، وقليلٌ من البياض على الذيل، وبهذا فهي تُشبه إناث وفراخ أنواعٍ كثيرة من جنس الحسّونيَّات، لكن لا يزال بالإمكان تمييزها عنها عبر حجمها الصغير، وقسمها العلويّ الخالي من البياض أو الصفار، ومنقارها الرمادي القاتم. يُمكن لغير العارف أن يُخطئ بسهولة ويجعل هذه الطيور من دخلات العالم الجديد، إن لم يُلاحظ منقارها ذي الشكل النمطي الخاص بالشراشير.

### السُلالات والجمهرات

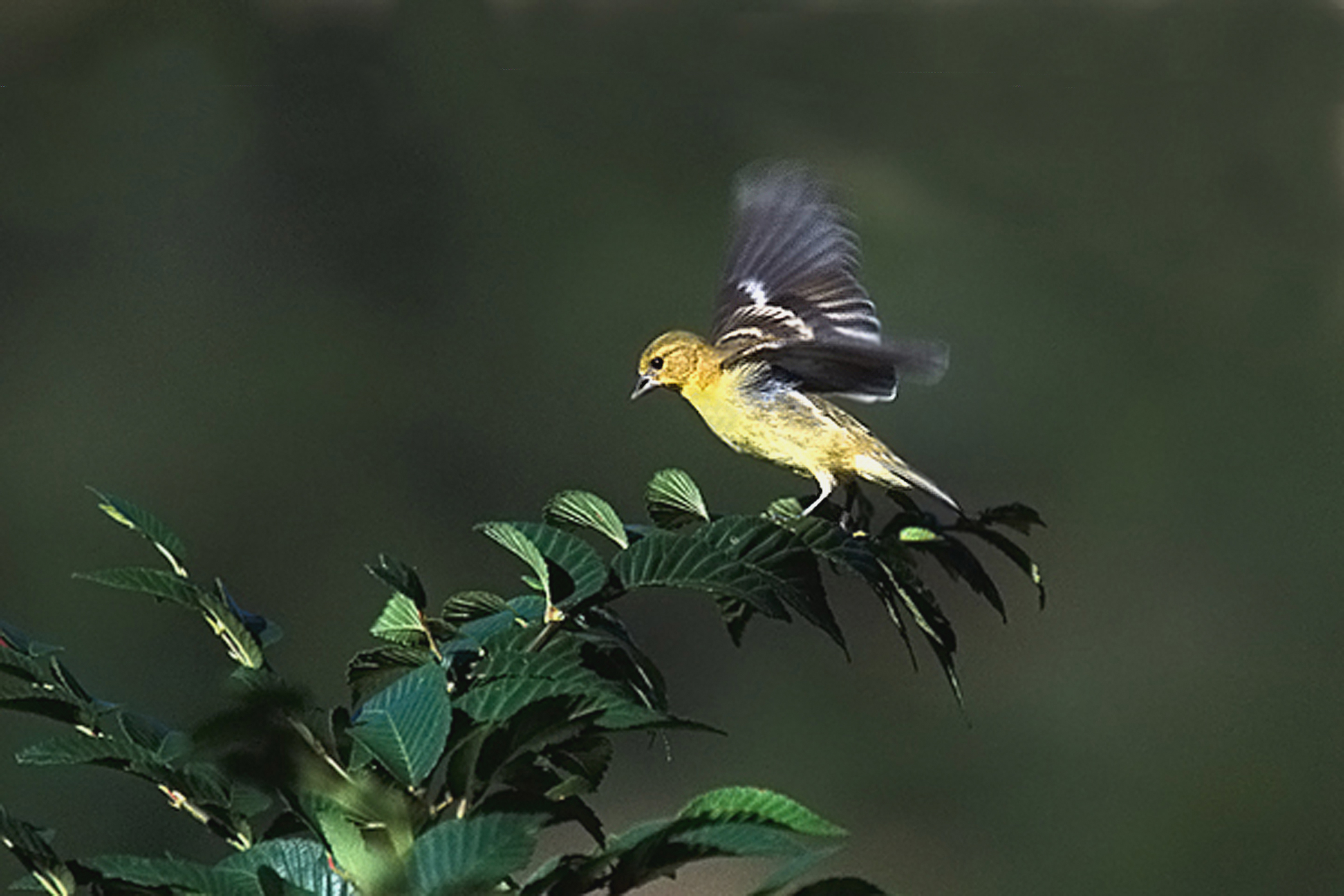
حسُّون أصغر يهبط على غصن شجرة.

يتقاطع موطن الجمهرات الداكنة والباهتة في عددٍ من المناطق، لكنَّ أكبرها وأوسعها تقع في أمريكا الشماليَّة وتمتدّ على طول سلسلة الجبال الصخريَّة في الولايات المتحدة، وسلسلة جبال الأم في المكسيك، كما تمتد المنطقة لتشمل ساحل المحيط الهادئ في جنوب سونورا وحتى شمال سينالوا، وبالتحديد في المنطقة الممتدة بين مدينتيّ سيوداد أوبريگون وكولياكان. أمَّا في الولايات المتحدة فأكثر المواقع تنوعًا بأنماط هذه الحَساسين تقع في ولايتيّ كولورادو ونيو مكسيكو. تتمتع أغلب الذكور قاطنة المناطق الواقعة شرق خط الطول الغربي رقم 106، في جنوب غرب تكساس وأغلب أنحاء المكسيك، بظهور سوداء واضحة للعيان، أمَّا السلالة الكولومبيَّة (Carduelis psaltria colombianus) من شرق وجنوب برزخ تيهوانتپيك، فذكورها أكثر غنىً بالصفار، وكذلك حال السلالة الجويّائيَّة (C. p. jouyi) الأشدّ صفارًا حتى، من شبه جزيرة يوكاتان وجوارها، أمَّا السُلالة الوتيَّة (C. p. witti) من جزر مارياس الواقعة قبالة سواحل ولاية ناياريت، فما زالت تتطلّب مزيدًا من الدراسة، لا سيَّما وأنَّ السلالتين السابقتين يظهر أنها أكبر حجمًا وأطول منقارًا.

### الصوت
كما هي حال باقي الحَساسين، تُغرّدُ الحساسين الصغرى أثناء طيرانها المتموّج، فتسقسق سقسقةً أجشَّة، كما تثصفّرُ تصفيرًا طويلاً عالي النغمة يُميزها عن غيرها من الحَساسين تعلو طبقته وتنخفض. وهذه التغريدة شبيهةٌ في صياغتها لصياغة تغريد الحسُّون الأمريكي، كما تتضمن تقليدًا لتغريد أنواع أخرى من الطيور.

## الانتشار والبئيويَّة

### الموطن والموئل الطبيعي

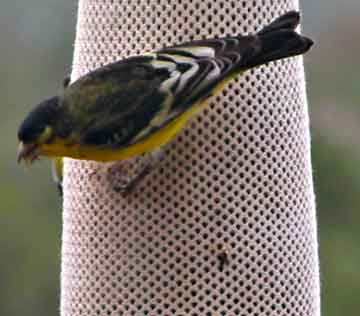
ذكرٌ ذو نمطٍ داكن يجثم على إحدى منصات إطعام الطيور بالقرب من قرية پيكوس في نيو مكسيكو.

يمتد موطن الحَساسين الصغرى من جنوب غرب الولايات المتحدة (من الساحل وشمالاً حتى أقصى الجنوب الغربي لولاية واشنطن)، وصولاً إلى ڤنزويلا والپبرو، والجمهرات الشمالية منها قاطنة المناطق الأكثر برودةً تهاجر جنوبًا.
تعيش الحَساسين الأمريكيَّة في أسراب، أو تجمّعاتٍ فضفاضة، وتستغل أي نوعٍ من الموائل الطبيعيَّة المكسوّة تقريبًا، سواء أكانت تلك الكسوة عبارة عن أشجار أو جنبات، لكنها تتفادى الغابات الكثيفة، وهي شائعة ومألوفة في الكثير من الموائل البشريَّة، وكثيرًا ما تجثم في حدائق المنازل على منصَّات إطعام الطيور في جنوب غرب الولايات المتحدة، طالما كانت مزوَّدة ببزور الشوك البريّ، وهو غذائها المُفضَّل، وقد لوحظت أسرابٌ منها يصل تعداد أفرادها إلى ستة على الأقل، وهي تقتات في الحدائق. تُشكّلُ بصلات الأشجار وبزور الأعشاب الضارَّة أغلب حمية الحَساسين الصغرى؛ كما لوحظ أكلها التراب في بعض الأحيان.

### التفريخ
يقع موسم تفريخ هذه الطيور في الصيف، بالمناطق المُعتدلة من موطنها؛ أمَّا في المناطق الاستوائيَّة فيظهر أنها تتناسل على مدار السنة، ولعلَّ وتيرة ذلك تنخفض خلال شهريّ سبتمبر وأكتوبر. تضع الأنثى ثلاث أو أربع بيضات بيضاء مُزرقَّة في عُشٍ يتخذ شكل كأسٍ أنيقة، ويُشيّد باستخدام موادٍ نباتيَّة من شاكلة: الأشنات، والجُذيرات، وشرائح لحاء الشجر، وغالبًا ما يُشيَّد في أجمة أو على ارتفاع منخفض أو متوسط في شجرة.

### طرح الريش
تطرحُ الحَساسين الصغرى ريشها على نمطين يختلفان باختلاف الجمهرات قاطنة المناطق الجغرافيَّة المختلفة. تطرح الطيور قاطنة ساحل المحيط الهادئ ريشها بعد التزاوج، وإناثها تطرح بضع ريشاتٍ قبله. تطرح الذكور اليافعة ريشات طيرانٍ أوليَّة أكثر مما تفعل الإناث، وذلك عندما تكتسي بريش البوالغ. أما الطيور قاطنة المناطق الواقعة شرق خط الطول الغربي رقم 106، فتطرحُ ريشها بغزارة قبل التزاوج، وتستبدلُ عددًا آخر منه بعد التزاوج، ومن المُلاحظ أن طرح الريش عند الطيور اليافعة لا يختلف كثيرًا بين الجنسين. غير أنه يبدو أن هذه المسألة مُرتبطة بأنظمة هطول الأمطار المُختلفة باختلاف الموقع الجغرافي، فعلى سبيل المِثال، تطرح الطيور قاطنة أمريكا الشمالية أغلب ريشها عند نهاية موسم الجفاف، وقد تستبدلُ عددًا آخرًا من الريشات عند نهاية موسم الأمطار.

## النسالة
تولَّى العالم أنطونيو ارنياز ڤيلينا، ومعه آخرون، مهمة تحديد نسالة هذه الطيور وترتيبها. نسخة محفوظة 26 مايو 2020 على موقع واي باك مشين.